# Тшебуле
Тшебуле (пол. Trzebule, нім. Treppeln) — село в Польщі, у гміні Домбе Кросненського повіту Любуського воєводства.
Населення — 198 осіб (2011).
У 1975—1998 роках село належало до Зеленогурського воєводства.

## Демографія
Демографічна структура станом на 31 березня 2011 року:
|          | Загалом | Допрацездатний вік | Працездатний вік | Постпрацездатний вік |
| -------- | ------- | ------------------ | ---------------- | -------------------- |
| Чоловіки | 100     | 21                 | 72               | 7                    |
| Жінки    | 98      | 21                 | 60               | 17                   |
| Разом    | 198     | 42                 | 132              | 24                   |